# 擬棘鯛屬
拟棘鯛屬（学名：Centroberyx）为輻鰭魚綱金眼鯛目金眼鲷科的一属鱼类。

## 下属物种
- 擬棘鯛 Centroberyx affinis
- 澳洲擬棘鯛 Centroberyx australis
- 掘氏棘金眼鯛 Centroberyx druzhinini：又稱掘氏擬棘鯛。
- 裘氏擬棘鯛 Centroberyx gerrardi
- 線紋擬棘鯛 Centroberyx lineatus
- 紅尾棘金眼鯛 Centroberyx rubricaudus：又稱金眼擬棘鯛。
- 短體擬棘鯛 Centroberyx spinosus

## 扩展阅读
維基物種上的相關：拟棘鯛屬